# Jeroným Tejc
Jeroným Tejc (* 23. srpna 1977 Brno) je český právník a politik, v letech 2006 až 2017 poslanec Poslanecké sněmovny PČR za Českou stranu sociálně demokratickou a v letech 2011 až 2013 předseda poslaneckého klubu strany. V letech 2018 až 2021 byl náměstkem ministra spravedlnosti ČR.

## Vzdělání a právnická praxe
V letech 1984–1992 navštěvoval v Brně ZŠ náměstí Míru, poté v letech 1992–1996 studoval na Gymnáziu Matyáše Lercha. Právnickou fakultu Masarykovy univerzity v Brně ukončil v roce 2001. Později na téže fakultě v roce 2004 získal titul JUDr.
V letech 2001–2004 byl advokátním koncipientem. Po složení advokátní zkoušky v roce 2004 je od roku 2005 až do současnosti advokátem. V rámci své praxe se soustřeďuje zejména na právní služby v oblasti obchodního, občanského a trestního práva.
Mimo jiné v roce 2006 úspěšně hájil Českou stranu sociálně demokratickou proti zneplatnění voleb do městského zastupitelstva Krajským soudem v Brně u Ústavního soudu ČR.

## Soukromý život
Je ženatý, s manželkou Pavlínou má dceru Miu (2003).

## Politická aktivita
V roce 1997 vstoupil do České strany sociálně demokratické. Byl členem místní organizace Brno-střed, které v letech 1999–2004 a 2007–2008 také předsedal. V letech 2001–2002 byl místopředsedou jihomoravské krajské ČSSD za předsednictví Bohuslava Sobotky.
V letech 2000–2001 působil jako asistent poslance Zdeňka Koudelky.
V komunálních volbách v roce 2002 byl za ČSSD zvolen do zastupitelstva města Brno. Profesně se uvádí jako právník. Členem Zastupitelstva města Brna byl do roku 2006 a v rámci výkonu zastupitelského mandátu působil mj. jako člen organizační a školské komise, místopředseda bezpečnostní komise Rady města Brna, člen představenstva SAKO Brno a.s.; člen dozorčích rad společností Dopravní podnik města Brna a.s., Teplárny Brno a.s. a místopředseda dozorčí rady společnosti Brněnské vodárny a kanalizace a.s.
V letech 2004–2011 byl předsedou brněnské organizace ČSSD. V této době se straně v Brně podařilo v zastupitelstvu odejít po 15 letech z opozice a získat v roce 2006 mj. post primátora (Roman Onderka), posílit výrazně své zastoupení v jednotlivých městských částech a v roce 2008 získat i poprvé křeslo senátora (Miloš Janeček). Na podzim roku 2010 brněnská ČSSD zvítězila v komunálních volbách v roce 2010 a Roman Onderka obhájil post primátora města Brna.
Ve volbách do Poslanecké sněmovny PČR v roce 2006 se stal za ČSSD členem dolní komory českého parlamentu (volební obvod Jihomoravský kraj). Zasedal ve sněmovním Ústavněprávním výboru a Výboru pro bezpečnost. Předsedal Stálé komisi pro kontrolu Bezpečnostní informační služby. Poslanecký mandát obhájil ve volbách do Poslanecké sněmovny PČR v roce 2010. Stal se předsedou Mandátového a imunitního výboru a členem Organizačního výboru, Výboru pro bezpečnost a Ústavněprávního výboru. V prosinci 2011 na post předsedy Mandátového a imunitního výboru rezignoval a zůstal jen jeho řadovým členem. Působil jako místopředseda poslaneckého klubu strany a 6. prosince 2011 se stal předsedou klubu.
V rámci ČSSD se věnoval především oblasti spravedlnosti a bezpečnosti. V letech 2007–2010 byl předsedou její Bezpečnostní komise a také místopředsedou Ústřední kontrolní komise ČSSD. Po nástupu Bohuslava Sobotky do čela ČSSD se stal stínovým ministrem vnitra.
Ve volbách do Poslanecké sněmovny PČR v roce 2013 byl opět zvolen poslancem. V den vyhlášení výsledku voleb (tj. 26. října 2013) se společně s Michalem Haškem, Zdeňkem Škromachem, Jiřím Zimolou a Milanem Chovancem sešel s prezidentem Milošem Zemanem na tzv. lánské schůzce, jejíž existenci její aktéři nejdříve popírali. Dne 8. listopadu 2013 oznámil po negativní reakci členské základny ČSSD úmysl rezignovat na post předsedy poslaneckého klubu, aby podle svých slov zabránil rozštěpení poslaneckého klubu. Formálně rezignoval o necelé dva týdny později. Od 5. prosince pak působil jako předseda sněmovního ústavně-právního výboru.
Na 38. sjezdu ČSSD v březnu 2015 kandidoval na post statutárního místopředsedy strany. V prvním kole volby získal 236 hlasů, jeho soupeři Milan Chovanec a Jiří Dienstbier pak 359 hlasů, resp. 75 hlasů. Postoupil tak sice s Chovancem do druhého kola, v něm ale prohrál poměrem hlasů 253 : 433. Následně neuspěl ani při volbě řadového místopředsedy ČSSD, získal 335 hlasů. Také na 39. sjezdu ČSSD v Brně se v březnu 2017 pokusil získat funkci statutárního místopředsedy strany. Opět však neuspěl. Hlas mu dalo 280 delegátů, zatímco jeho protikandidátovi Milanu Chovancovi pak 379 delegátů. Nestal se ani řadovým místopředsedou strany.
Na konci března 2017 oznámil, že nebude kandidovat ve volbách do Poslanecké sněmovny PČR v říjnu 2017. Po volbách odešel z politiky, vadilo mu tehdejší vedení ČSSD. Koncem listopadu 2017 ukončil i členství ve straně. Dne 5. ledna 2018 jej však jmenoval ministr spravedlnosti ČR Robert Pelikán svým náměstkem. Jeho hlavním úkolem byla komunikace se členy obou komor Parlamentu i dalšími subjekty zúčastněnými na legislativním procesu. V pozici náměstka působil až do prosince 2021.